# Eleições departamentais e municipais no Uruguai em 2025
As eleições departamentais e municipais de 2025 no Uruguai foram realizadas no domingo, 11 de maio do mesmo anonos 19 departamentos e 136 municípios do país.
Em cada departamento, foram eleitos um intendente (o membro de mais alto escalão do poder executivo departamental) e 31 ediles. Para cada município, serão eleitos um alcalde e quatro concejales (o equivalente aos vereadores no Brasil). Portanto, em todo o país, foram eleitos 19 intendentes, 589 ediles, 136 alcaldes e 544 concejales. Todos os eleitos servirão por cinco anos, até a próxima posse.

## Informações gerais
A divisão política e administrativa do país é organizada em três órgãos territoriais de governo: nacional, departamental e municipal. As eleições para renovação de cargos executivos e legislativos nessas áreas são realizadas a cada cinco anos.
O ciclo eleitoral uruguaio inicia-se com eleições internas nos partidos políticos, nas quais, além da pessoa que será candidata do partido político à presidência nacional, são eleitos um órgão deliberativo nacional e 19 órgãos deliberativos departamentais. Também chamadas de convenções nacionais e convenções departamentais, a primeira designa o candidato a vice-presidente do país e as convenções departamentais designam os candidatos a intendente, tanto titulares quanto suplentes.
A Constituição da República estabelece no seu artigo 77 que as eleições dos Intendentes, dos membro das Juntas Departamentais e das demais autoridades eletivas locais, realizar-se-ão no segundo domingo do mês de maio do ano subsequente ao das eleições nacionais.
Em 11 de abril de 2025, um mês antes da eleição, expiraram os prazos para:
- registro de cédulas de votação,
- a apresentação da declaração de doações e contribuições,
- entrega do orçamento inicial de campanha e
- entrega de programas de governo ou plataformas eleitorais de partidos políticos ou coligações ao Tribunal Eleitoral.

Da mesma forma, nesse dia teve inínio a publicidade eleitoral nos meios de comunicação social.
Todas as pessoas registradas no Registro Cívico Nacional e aptas a votar, que tenham completado 18 anos na data das eleições, estarão aptas a votar. O prazo para processamento da credencial cívica expirou em 15 de abril de 2024. O voto é obrigatório; a não comparência injustificada implica multa, de acordo com a Lei nº 16.017.
Além das regras eleitorais contidas na constituição e nas leis vigentes, as disposições do Tribunal Eleitoral regem a eleição, em especial o Regulamento das Eleições Departamentais aprovado pelo tribunal em 30 de dezembro de 2024.
Os candidatos que vencerem as eleições departamentais de 11 de maio de 2025, tomarão posse em 9 de julho do mesmo ano.

## Controvérsia sobre o "voto cruzado"
Dentre um grande número de disposições do regulamento eleitoral, é estabelecido como causa de anulação do voto quando o envelope contém cédulas contendo listas de candidatos a Intendente e Junta Departamental com lema diferente do da folha para as eleições municipais (Art. 56 literal A). O Partido Colorado e o Partido Independente entraram com um recurso em 1º de março de 2025 solicitando a habilitação dessa forma de votação, conhecida como "voto cruzado". Representantes do Partido Nacional se manifestaram a favor do impedimento. Finalmente, em 23 de janeiro de 2025, o Tribunal Eleitoral rejeitou o pedido pela maioria de seus membros.